# Open de Tenis Comunidad Valenciana 2009
L'Open de Tenis Comunidad Valenciana 2009 è stato un torneo di tennis giocato sul cemento. È stata la 15ª edizione dell'evento, che fa parte dell'ATP World Tour 500 series nell'ambito dell'ATP World Tour 2009. Il torneo si è giocati al Club de Tenis Valencia di Valencia, in Spagna, dal 2 all'8 novembre 2009.

## Partecipanti ATP

### Teste di serie
| Nazionalità | Giocatore          | Ranking1 | Testa di serie |
| ----------- | ------------------ | -------- | -------------- |
| Regno Unito | Andy Murray        | 4        | 1              |
| Russia      | Nikolaj Davydenko  | 6        | 2              |
| Francia     | Jo-Wilfried Tsonga | 8        | 3              |
| Spagna      | Fernando Verdasco  | 9        | 4              |
| Francia     | Gilles Simon       | 12       | 5              |
| Francia     | Gaël Monfils       | 15       | 6              |
| Spagna      | Tommy Robredo      | 16       | 7              |
| Spagna      | David Ferrer       | 18       | 8              |

- 1Ranking al 26 ottobre 2009

### Altri partecipanti
Giocatori che hanno ricevuto una Wild card:
- Daniel Gimeno Traver
- Óscar Hernández
- Marcel Granollers

Giocatori passati dalle qualificazioni:

- Roberto Bautista Agut
- Christophe Rochus
- Alejandro Falla
- Alberto Martín

## Campioni

### Singolare
Andy Murray ha battuto in finale  Michail Južnyj con il punteggio di 6–3, 6–2
- È il 6º titolo dell'anno per Murray, il 14° della sua carriera.

### Doppio
František Čermák /  Michal Mertiňák hanno battuto in finale  Marcel Granollers /  Tommy Robredo con il punteggio di 6–4, 6–3